# قوات الدفاع الشعبي (ميانمار)
قوات الدفاع الشعبي هو الجناح العسكري لحكومة الوحدة الوطنية وهي هيئة تدعي أنها الحكومة الشرعية في ميانمار.تم تشكيل الجناح المسلح من قبل حكومة الوحدة الوطنية مع شباب ميانمار ونشطاء مؤيدين للديمقراطية في 5 مايو 2021 ردًا على الانقلاب الذي وقع في 1 فبراير 2021 والعنف المستمر من المجلس العسكري. على الرغم من حصولها على عدد كبير من الدعم من شعب ميانمار صنفتها مجلس إدارة الدولة على أنها منظمة إرهابية في 8 مايو 2021.